# Boicot del cine ruso
Boicot del cine ruso (en ucraniano: Бойкот російського кіно) es una campaña cívica rusófoba desarrollada en Ucrania de boicot contra el cine ruso. Es parte de una campaña más amplia de boicot denominada ¡No compres mercancías rusas!.

## Las causas
La campaña surgió como una reacción a la anexión de Crimea y Sebastopol por la Federación de Rusia. También como una reacción a la dominación del teleproducto ruso en la televisión ucraniana, ucrainofobia y exaltación de las fuerzas de seguridad rusas.

## El propósito
El objetivo de los activistas de la campaña es la limitación significativa del contenido ruso que se muestra en la televisión ucraniana y en los cines ucranianos.

## El fondo
En marzo de 2014, varios artistas y directores de cine y teatro rusos firmaron una carta de apoyo a la acción de Vladímir Putin en la anexión de Crimea por Rusia y la guerra del Donbás.
En marzo de 2014, con la reanudación de la campaña "¡No compres mercancías rusas!", los activistas y algunos políticos empezaron a llamar a un boicot de las series y televisión rusas.
El primer caso apreciable del boicot del cine ruso tuvo lugar el 11 de abril de 2014. Ese día algunas salas de cine de Kiev, Lviv y Odesa anunciaron que no iban a mostrar películas rusas.

## La marcha de los acontecimientos

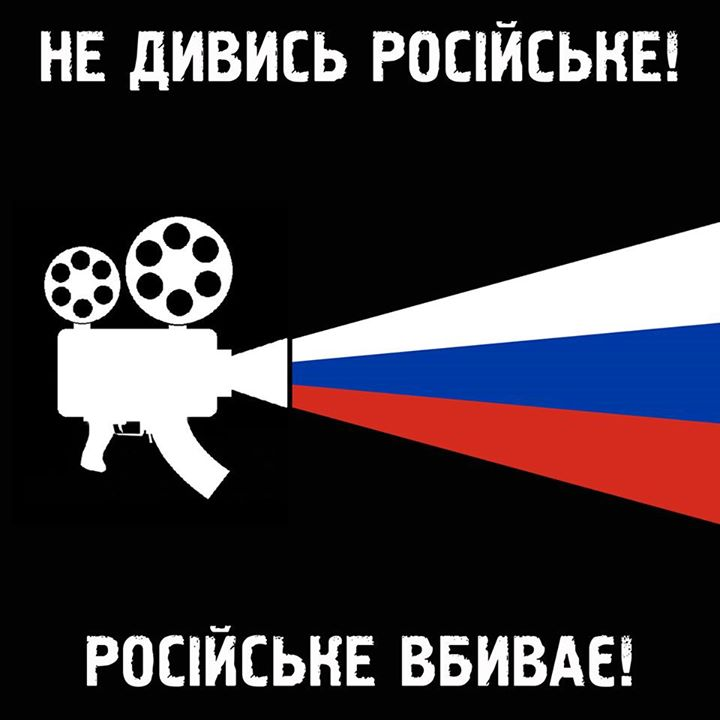
Cartel propagandísticos de los activistas de la campaña

A finales del agosto de 2014 los activistas del movimiento público "Vídsich" en los marcos de la campaña "¡No compres mercancías rusas!" fundaron una campaña del boicot del cine ruso. En el Internet crean la página oficial y comienzan a distribuir en masa los mensajes, imágenes, etc., con llamamientos a no mirar el cine ruso.
El 27 de agosto de 2014 los activistas piquetearon el canal ICTV. El requisito de los manifestantes es retirar del aire las series rusos.
El 4 de septiembre de 2014 los activistas del "Vídsich" realizaron cerca de la Agencia Estatal de Ucrania para cine en Kiev una acción teatral "no dejaramos a la “vata” rusa entrar en la casa", durante la cual protestaron contra la dominación de la producción rusa en la televisión ucraniana y en el cine. Los jóvenes exigeron a establecer un estricto control sobre el contenido de la película rusa y liberar el espacio en los medios ucranianos que dañan los intereses nacionales de Ucrania. Según los activistas, las películas y series rusas llevan una propaganda anti-ucraniana oculta, en particular humillan a los ucranianos y exaltan la idea del "mundo ruso", las fuerzas de seguridad rusas etc. Además, los activistas señalan que la parte mayor del dinero de la venta de los derechos para mostrar las películas va a Rusia.
Desde el septiembre de 2014, principalmente en Kiev, los activistas organizan las acciones contra la presencia de las películas y series rusas en la televisión cerca el Consejo Nacional de Ucrania para la Televisión y Radiodifusión y las oficinas centrales de los canales de televisión de Ucrania; también contra el rodaje de los series rusos en Ucrania etc.

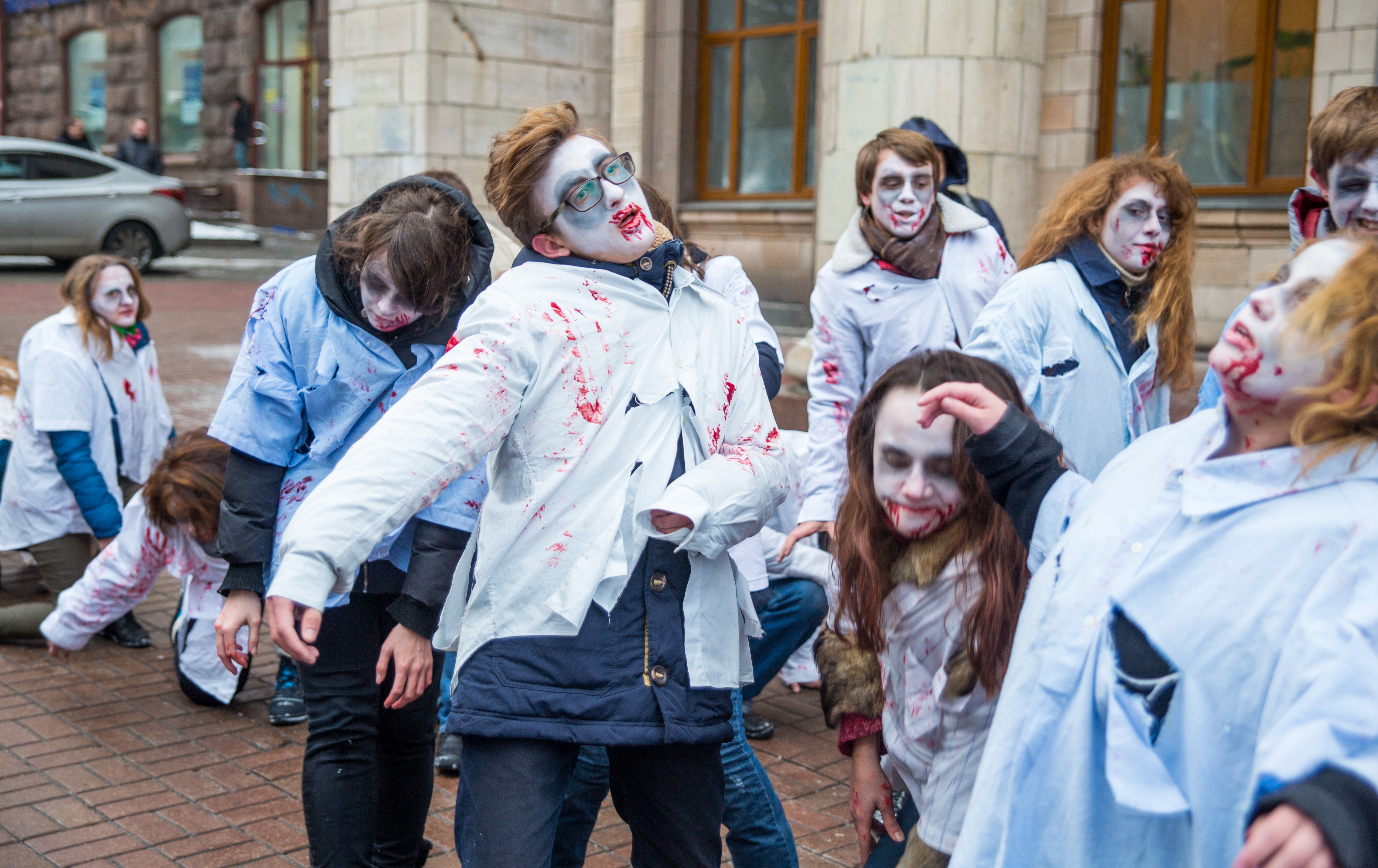
La actuación en el Consejo Nacional para la Radio y Televisión

El 3 de diciembre de 2014 en Kiev en el Consejo Nacional para la Radio y Televisión los activistas del "Vídsich" realizaron un desempeño, cuyo propósito era expresar requisitos de prohibir las películas, series y otro contenido ruso en la televisión ucraniana. Según los activistas, durante la acción los zombis representaron a los espectadores ordinarios que se han convertido en las "víctimas" de la propaganda rusa y seguidores del "mundo ruso". Vladislav Sevryukov, el representante del Consejo Nacional, dijo durante la campaña que el procedimiento de privación de licencia es bastante complicada, y el proceso de sustitución de la producción de televisión rusa es uno más largo que un día.
El 11 de diciembre de 2014 los activistas piquetearon la sede del canal de televisión "Inter" en Kiev. Durante la campaña denominada "¡No maten a nuestros defensores por la propaganda rusa!", los jóvenes empapelaron la entrada central con las fotografías de los soldados ucranianos que murieron en la Guerra del Donbass. Según los activistas, el "Inter" ocupa el segundo lugar entre los canales por el contenido de origen ruso. Los manifestantes opinan que las películas y series rusas glorifican a las fuerzas de seguridad rusas.
El 22 de diciembre de 2014, cerca de la administración presidencial en Kiev, los activistas del movimiento "Vídsich" exigeron prohibir totalmente las películas rusas en Ucrania por la guerra, excepto aquellos que han recibido el premio "Oscar" o "Palma de Oro" y que no contienen lo que según ellos sería propaganda. Los jóvenes prestaron atención a lo que el número del contenido de Rusia en la televisión ucraniana va aumentándose. Los activistas entregaron a los representantes de la Administración la apelación y propuestas dirigidas a Petró Poroshenko, el Presidente de Ucrania, y aguisaron cerca del edificio un desempeño. Durante la acción teatralizada los zombis sangrientos con las armas falsas y las cintas de George exigieron la devolución de las películas rusas con Mijaíl Poréchenkov y Iván Ojlobystin.
El 29 de diciembre de 2014, los activistas del movimiento "Vídsich" boicotearon las películas rusas en los cines de Kiev. Los activistas combinan los piquetes con diferentes desempeños y flash mobs "¡Lo ruso mata!", que también realizan en el marco de la campaña "¡No compres mercancías rusas!". Así, se realizaron piquetes en la proyección de la película "Los árboles de Navidad 1914" el 29 de diciembre y el 4 de enero de 2015.
Desde el 31 de diciembre de 2014 hasta el 1 de enero de 2015 en el marco de celebración del Año Nuevo en el canal de televisión "Inter" transmitieron un programa de Navidad "Espérame en el Año Nuevo" (del ruso: «Жди меня в Новый год») con artistas que apoyaron la anexión de Crimea por Rusia (con especial participación de Iósif Kobzón, Oleg Gazmánov y Valeria). El evento causó el golpe de la indignación en la blogosfera de Ucrania y las redes sociales. El 1 de enero respondieron con una serie de declaraciones los funcionarios ucranianos del más alto nivel, políticos y figuras públicas. El canal de televisión 1+1 es criticado también por el contenido del programa "Disco de los 80" con participación de Oleg Gazmanov, transmitido en la Nochevieja.
El 27 de enero los activistas de la "Vídsich" realizaron al pie del Consejo Nacional de Ucrania para la Televisión y Radio en Kiev una manifestación nombrada "¡“La vata” por pantalla se mete, y no le importa al Consejo!" Los jóvenes envolvieron la fachada frontal de la institución por el algodón, en que inscribieron las pretensiones al órgano. Los activistas han expresado su descontento de Yuriy Artémenko, el jefe del departamento, Olga Herasymyuk, la diputada y las actividades del Consejo Nacional en general. Lo argumentaban con la inacción en la competencia de la institución acerca de las violaciones del canal "Inter" y otros canales de televisión, en particular las normas sobre la presencia en el aire de 50% del contenido ucraniano. Después el Consejo Nacional sometió a la consideración en su reunión del 12 de febrero la cuestión de observancia por los canales de televisión y estaciones de radio de la cuota del producto audiovisual nacional ucraniano.
El 2 de marzo de 2015, cerca de la Rada Suprema (Parlamento de Ucrania), los activistas del movimiento "Vídsich" y otros activistas organizaron una acción de protesta "Mientras las autoridades tardan, la sangre ucraniana está fluyendo" exigiendo que el presidente del Parlamento Volodýmyr Groisman firme la Ley №1317 "Sobre las enmiendas a determinados actos legislativos de Ucrania sobre la protección del espacio informativo de televisión y radio de Ucrania" que se ha de limitar en gran medida la cantidad del producto de la televisión rusa en Ucrania. La ley fue aprobada en segunda lectura el 5 de febrero, pero a partir de la fecha de la acción no fue firmada por el presidente del Parlamento. Anteriormente, los activistas publicaron un llamamiento al presidente, firmado por un número de organizaciones públicas de Ucrania.
En el marzo de 2015 la banda ucraniana Kozak System presentó un clip llamado Nájuy manifiesto (Manifiesto, vete al carajo). Así los cantantes expresaron su opinión sobre Rusia y con esa peculiar forma llamaron a un boicot de todo lo ruso. El texto de la canción tiene declaraciones negativas, en particular, sobre la teleaudiencia común de Ucrania y Rusia, algunos artistas específicos, canales que ellos consideran que son de «propaganda rusa», algunas películas y series de TV rusas y soviéticas, etc.
17 de marzo de 2015, en Kiev, los activistas organizaron la acción teatral de protesta cerca de la Rada Suprema exigiendo que Volodýmyr Groisman, presidente de esta institución estatal, firme el proyecto de ley №1317. Los jóvenes hicieron hincapié en que el presidente del Parlamento ha violado los términos de firma según normas estipuladas. En el transcurso de la acción los activistas retratados como zombis exigían que Groisman no firmara el documento. El día siguiente los diputados no apoyaron la resolución según la cual la ley debe ser derogada, y a continuación, Groisman se comprometió a firmar el proyecto de ley №1317.